# Кумпф, Йозиас
Йозиас Кумпф (нем. Josias Kumpf; 7 апреля 1925, Нова-Пазова — 15 октября 2009, Вена) — охранник концлагерей Заксенхаузен и Травники, обвинявшийся в массовом убийстве евреев в концлагере Травники в 1943 году. Перед судом не предстал.

## Биография

### Во время войны
Югославский фольксдойче по происхождению. В 1942 году вступил в СС, служил охранником Заксенхаузена около года. В 1943 году назначен охранником Травников в Генерал-губернаторстве. Обвинялся в преступлениях Холокоста, а именно в участии в ноябре 1943 года в операции «Сбор урожая», в ходе которой в течение двух дней были убиты 43 тысячи мужчин, женщин и детей — узников трёх концлагерей в Восточной Польше. Кумпфу вменяется убийство 3 ноября 1943 года более 8 тысяч человек. Стоявший на страже, он имел приказ застрелить всякого, кто попытается избежать расстрела, и обязался добивать женщин, детей и стариков, которые были ещё живы и которые пытались скрыться. Кумпф всячески отрицал факт применения им оружия.

### После войны
В 1956 году Кумпф перебрался в США и осел в Иллинойсе, получив спустя 8 лет гражданство США. Работал в компании Vienna Hot Dog Company в Чикаго, где готовил сосиски. Вышел на пенсию в 1990 году. В 2000 году после смерти жены уехал к дочери в Висконсин.

### Депортация
В 2001 году Министерство юстиции США узнало, что Кумпф служил охранником концлагерей и сокрыл факт своего членства в СС, и 20 сентября 2003 года начался судебный процесс о лишении Кумпфа гражданства. 10 мая 2005 года он был лишён гражданства США, Апелляционный суд седьмого округа США окончательно утвердил это решение 24 февраля 2006 года после безуспешных попыток Кумпфа оспорить это решение. 14 июля начался процесс депортации Кумпфа из США, и 4 января 2007 года суд обязал Кумпфа покинуть территорию США. Апелляционный совет по вопросам иммиграции оставил это решение без изменения 16 июня 2008 года.

### Судебное следствие
Кумпфа выдворили из США 18 марта 2009 года, несмотря на все его попытки оспорить решение, и депортировали в Австрию. По австрийскому законодательству, срок давности преступлений истёк в 1965 году, и Австрия так и не возбудила уголовное дело, отпустив Кумпфа на свободу. Однако в США настаивали, что преступления, совершённые Кумпфом, срока давности иметь не могут. 15 октября Кумпф скончался в венской больнице Wilhelminenspital.